# Zwischenfall vom 28. Februar 1947
Der Zwischenfall vom 28. Februar (chinesisch 二二八事件, Pinyin èrèrbā shìjiàn), auch 228-Zwischenfall oder 228-Massaker, war ein im Jahr 1947 die ganze Insel Taiwan erfassender Aufstand gegen den KMT-Militärgouverneur Chen Yi (陳儀,  Chén Yí). Heute ist der 28. Februar in Taiwan im Gedenken daran ein Friedenstag und zugleich staatlicher Feiertag.
Taiwan war zwei Jahre zuvor von Japan an die Republik China übergeben worden. Zwischen der alteingesessenen Bevölkerung, den Taiwanern, und den neu zugewanderten Festlandchinesen kam es in der Folge zu Spannungen. Ein Streit zwischen einer Zigarettenverkäuferin und einem Anti-Schmuggel-Beamten am 27. Februar 1947 löste eine öffentliche Unruhe aus, die durch chinesisches Militär gewaltsam niedergeschlagen wurde. Zwischen 10.000 und 30.000 Zivilisten kamen dabei ums Leben.

## Vorgeschichte

### Taiwan unter japanischer Herrschaft
Infolge des verlorenen Chinesisch-Japanischen Krieges von 1894/95 musste das kaiserliche China Japan die gesamte Insel Taiwan überlassen. Von der ansässigen Bevölkerung wird die Zeit der japanischen Herrschaft im Gegensatz zu fast allen anderen Teilen Ostasiens positiver gesehen. Während seiner 50 Jahre als Kolonialmacht trug Japan dazu bei, die taiwanische Wirtschaft zu stärken und den Lebensstandard seiner Bewohner auf ein Niveau zu heben, das über demjenigen zahlreicher anderer Regionen Asiens lag. Die wirtschaftliche Entwicklung Taiwans diente zwar in allererster Linie den Interessen Japans. Die Insel wurde systematisch als Rohstoffkolonie entwickelt, um die in Japan benötigten Rohstoffe (Holz, Kampfer, Zuckerrohr, Reis) zu liefern. Diese Entwicklung kam jedoch auch den Einheimischen zugute. Auch im Bildungsbereich waren Erfolge zu verzeichnen. Die Alphabetisierungsrate stieg von etwa 1 % im Jahr 1905 auf 27 % im Jahr 1940. Zahlreichen jüngeren Taiwanern stand der Weg offen, an japanischen Universitäten zu studieren. Die einheimische Oberschicht wurde von den Japanern respektiert und die Rechtsstaatlichkeit weitgehend eingehalten, allerdings wurde so gut wie keine Selbstverwaltung gewährt. Die politische Macht in Taiwan blieb vollständig in den Händen zugewanderter Japaner, und ein sozialer Aufstieg einheimischer Taiwaner war nur möglich bei vollständiger Anpassung und Integration in das japanische Herrschaftssystem. Als Ergebnis dieser Entwicklung war der Durchschnittstaiwaner besser ausgebildet und stand dem modernen Leben offener gegenüber als die Menschen vom chinesischen Festland. Der höhere Lebensstandard wie auch das Verständnis für die Bedeutung politischer Organisation und moderner Kommunikation (wie Zeitung, Rundfunk und Telefon) sollten beim Zwischenfall vom 28. Februar eine wichtige Rolle spielen.
Gleichzeitig führte die japanische Herrschaft in einem dreistufigen Prozess zur Kolonisierung Taiwans. Diese begann mit einem repressiven, paternalistischen Ansatz. In der zweiten Phase (dōka 同化, dt. etwa ‚Assimilation, Angleichung‘) wurde postuliert, dass die Taiwaner den Japanern gegenüber zwar unterschiedlich, aber gleich seien. In der letzten Phase (kōminka 皇民化運動, dt. etwa ‚Bewegung zur Gewinnung von Untertanen des Tennō‘) schließlich sollten die Einwohner Taiwans darauf vorbereitet werden, für den japanischen Tennō zu kämpfen. Hierzu sollte ihnen der japanische Geist beigebracht werden, um sie schließlich in die japanische Gesellschaft assimilieren zu können. Den Taiwanern wurde das japanische Bildungssystem aufgezwungen und sie wurden genötigt, japanische Namen anzunehmen. In dieser letzten Phase entstand eine gebildete und organisierte lokale Oberschicht. Es entstand ein eigenes taiwanisches Selbstbewusstsein, das sich gegenüber Japanern und Chinesen abhob. Die Taiwaner drängten auf eine Vertretung im japanischen Parlament, die ihnen jedoch erst Anfang 1945, kurz vor dem Ende des Zweiten Weltkrieges, schließlich gewährt wurde. Während des Krieges wurden auch junge Taiwaner in die japanische Armee eingezogen, um dort gegen das chinesische Festland und in anderen Teilen Südostasiens zu kämpfen.
Die Kolonialherrschaft Japans führte dazu, dass sich die einheimischen Taiwaner von ihren Gegenübern auf dem chinesischen Festland entfremdeten. Viele von ihnen waren in der Lage, Japanisch zu lesen und zu schreiben, aber hatten nur unzureichende Kenntnisse des Hochchinesischen Mandarin. Einigen war es nicht einmal möglich, selbst die Alltagskommunikation auf Chinesisch zu bewältigen. Die Unterrichtung im „japanischen Geist“ tat ihr Übriges, den Graben zu verbreitern. Insbesondere die jüngere Generation, die während der Zeit der japanischen Herrschaft geboren und aufgewachsen war, hatte eine neutralere oder sogar pro-japanische Einstellung. Demgegenüber stand die ältere Bevölkerung, welche die Übernahme der Macht durch die Chinesen nach dem Zweiten Weltkrieg feierte. Allerdings fand diese Freude ein schnelles Ende, als die Desillusionierung über die chinesische Verwaltung einsetzte.

### Spannungen zwischen Einheimischen und Festlandchinesen
Chen Yi, der oberste Verwaltungschef Taiwans, kam am 24. Oktober 1945 auf der Insel an und empfing den letzten japanischen Gouverneur, Andō Rikichi, der am nächsten Tag die Kapitulationserklärung unterzeichnete. Er erklärte den Tag zum Rückübertragungstag. Da Japan bis ins Jahr 1952 nicht seine Souveränität über Taiwan aufgab, war dieser Umstand rechtlich umstritten.
Nach der Kapitulation Japans begann die nationalchinesische Herrschaft über die Insel im Oktober 1945. In der unmittelbaren Nachkriegszeit führte die repressive und korrupte Politik der Kuomintang (KMT) auf Taiwan zu Unzufriedenheit unter der einheimischen Bevölkerung. Der Handel mit Produkten wie Alkohol, Tabak und Streichhölzern wurde verstaatlicht, sie durften lediglich vom staatlichen Monopolamt verkauft werden. Ausländische Marken wurden verboten. In der Folge stieg die Inflationsrate und ein großer Schwarzmarkt entstand. Durch wirtschaftliches Missmanagement kam es auch zu Nahrungsmittelengpässen. Personen vom Festland hatten fast alle politischen und judikativen Ämter inne. Viele Angehörige der nationalchinesischen Garnison waren zudem undiszipliniert, stahlen und plünderten bei der lokalen Bevölkerung.
Viele der Festlandchinesen, die die neue Verwaltung der Insel dominierten, waren mit frischen Erinnerungen an die Verbrechen der Japaner während des Zweiten Weltkrieges eingetroffen. Sie hatten kein Verständnis für die taiwanische Bevölkerung, die die Japaner zwar als Kolonialherren kennengelernt, aber auch den durch die Japaner gebrachten technischen und wirtschaftlichen Fortschritt Taiwans schätzen gelernt hatte. Viele geflohene Festlandchinesen gehörten der Elite der alten Republik China an, waren Verwaltungsbeamte, Ingenieure, Intellektuelle etc. und empfanden die alteingesessene taiwanische Bevölkerung, die zum großen Teil nicht Hochchinesisch sprach und größtenteils über keine höhere Schulbildung verfügte, als primitiv und ungebildet. Dieser unterschiedliche Hintergrund verschärfte die Spannungen zwischen beiden Gruppen.

## Aufstand gegen den Obersten Verwaltungschef und Razzia
Der Aufstand gegen die Regierung brach sich schließlich am 28. Februar 1947 Bahn. Er hatte seine Ursache in einem Zwischenfall mit einer Zigarettenverkäuferin, die wie viele andere der verarmten taiwanischen Bevölkerung die sehr rentablen westlichen Zigaretten verkaufte. Dies war jedoch zuvor von der nationalchinesischen Regierung im Sinne der Selbsterhaltung des chinesischen Volkes verboten worden. Diese Frau wurde von einem zuständigen festländischen Beamten des chinesischen Monopolamtes darauf angesprochen, woraufhin sie antwortete, sie hätte eine Familie zu versorgen und warum er sich nicht auf die Großverkäufer konzentriere. Erregt wegen des Vorwurfes, schlug der Beamte sie nieder, worauf Passanten den Beamten angriffen und dieser zu fliehen versuchte. Weitere Polizisten versagten ihm Hilfe und versuchten ebenfalls zu fliehen. In einem Anfall von Angst drehte sich ein Polizist um, schoss in die Menge und tötete einen Zivilisten. Die aufgebrachte Menge marschierte dann geschlossen zum Monopolamt und brannte es nieder, während die Angestellten flohen.
Die anschließenden Proteste in Taipeh wurden von den Truppen der Republik China gewaltsam niedergeschlagen. Dieses führte schließlich zu einer die gesamte Insel Taiwan umgreifenden Rebellion. Über den Rundfunk und per Telefon verbreiteten sich Berichte über wahre und vermeintliche Gräueltaten der Regierung.
Nach dem 28. Februar behielten die Rebellen einige Wochen lang die Kontrolle über weite Teile der Insel. Sie waren in der Regel gut organisiert und verstanden es, ihre Aktionen zu koordinieren. Die öffentliche Ordnung in den Rebellengebieten wurde von einer kurzfristig gebildeten Polizeitruppe aus örtlichen Oberstufenschülern aufrechterhalten. Die lokalen Führer des Aufstandes bildeten schnell ein Komitee, welches der Regierung eine Liste mit 32 Forderungen zur Reform der Provinzregierung vorlegte. Durch vorgetäuschte Verhandlungen versuchten die Nationalisten Zeit zu gewinnen, um in der Zwischenzeit eine große Militärmacht auf dem Festland zu sammeln. Nach ihrer Ankunft auf Taiwan führten die Truppen der Republik China massive Razzien durch und starteten eine Terrorkampagne, bei der viele Taiwaner umkamen und tausende andere inhaftiert wurden.
Die Massaker fanden gezielt und vorsätzlich gegen die lokale Oberschicht und gebildete Taiwaner statt. Viele derjenigen, die während der japanischen Herrschaft „Home-Rule“-Gruppen gebildet hatten, waren jetzt Opfer des 28. Februar. Eine überproportional hohe Anzahl der Opfer waren taiwanische Mittel- und Oberstufenschüler, die einen Großteil der kurzfristigen Polizeitruppen in den Rebellengebieten ausgemacht hatten. Deren Bewaffnung waren hauptsächlich Säbel, Schwerter und Messer. Teilweise hatten sie auch Gewehre von flüchtenden oder getöteten Soldaten erbeuten können. Diese waren jedoch schlechter als die Großkaliber und Maschinengewehre der Soldaten vom Festland. Es gab Berichte, dass Truppen der Republik China jeden in Schuluniform entweder verhafteten oder erschossen. Der anfänglichen „Säuberungsaktion“ folgte der Weiße Terror, der bis zum Ende des Kriegsrechts 1987 andauerte. Bis dahin wurden tausende Taiwaner für ihre wirkliche oder unterstellte Opposition zum Regime der Kuomintang inhaftiert oder hingerichtet. Auf Seiten eines Großteils der einheimischen Bevölkerung führte dies zu einem tiefsitzenden Gefühl der Verbitterung gegenüber den Festlandchinesen.
Die Gesamtzahl der Opfer infolge des Zwischenfalls vom 28. Februar ist noch immer Inhalt der Diskussion. Einige sagen, dass etwa 30.000 Taiwaner getötet wurden, während andere davon ausgehen, dass die Mehrheit der Getöteten unschuldige Zivilisten vom Festland waren. Die Feststellung der Anzahl der Opfer wird immer noch untersucht. Vor einiger Zeit gab die taiwanische Regierung einige sensible Dokumente frei. Die offizielle Schätzung beläuft sich auf 10.000 bis 30.000 Tote, die hauptsächlich während der anfänglichen „Säuberungsaktion“ ums Leben kamen. Die taiwanische Regierung hat einen zivilen Reparationsfonds aufgelegt, der von öffentlichen Spenden unterstützt wird. Aus ihm sollen die Familien der Opfer entschädigt werden. Allerdings haben nur wenige hundert Forderungen gestellt, obwohl die Frist einige Male verlängert wurde.

## Nachwirkungen

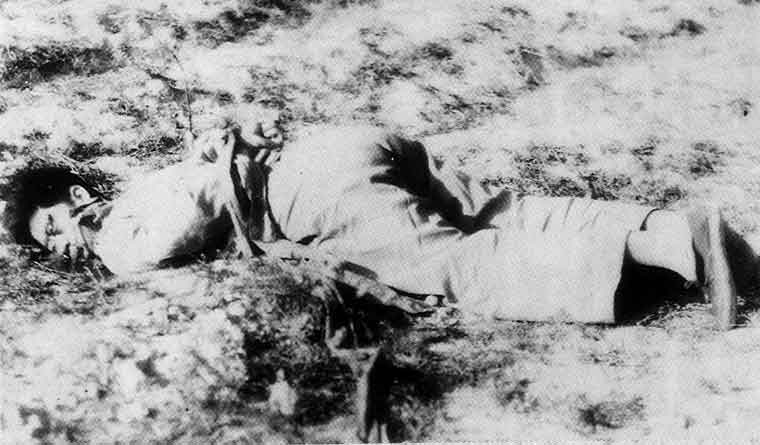
Getöteter Taiwaner während des weißen Terrors nach dem Aufstand

Über mehrere Jahrzehnte verbot die autoritäre KMT-Regierung eine öffentliche Debatte über die Ereignisse nach dem 28. Februar 1947. Viele Kinder wuchsen auf, ohne zu wissen, dass das Ereignis überhaupt stattgefunden hatte. In den 1970er Jahren entstand die Gerechtigkeits- und Friedensbewegung 28. Februar. Sie wurde von einigen Bürgerrechtsgruppen gegründet, um diese Politik des Verschweigens zu revidieren. 1992 brachte die Regierung den Untersuchungsbericht über den Zwischenfall vom 28. Februar heraus. Präsident Lee Teng-hui, der als junger Kommunist an dem Aufstand gegen die Kuomintang-Herrschaft teilgenommen hatte, entschuldigte sich 1995 im Namen der Regierung formal für die Massaker und erklärte im Jahr 1997 den 28. Februar zu einem staatlich anerkannten Feiertag zur Erinnerung an die Opfer. Neben anderen Denkmälern, die errichtet wurden, wurde unter dem damaligen Bürgermeister Chen Shui-bian der Neue Park in Taipeh in 28.-Februar-Gedächtnis-Park umbenannt. Außerdem wurde eine 28.-Februar-Gedächtnis-Stiftung gegründet, aus der die Opfer und ihre Familien finanziell entschädigt werden sollten. Im Jahr 2003 wurden durch Chen Shui-bian – mittlerweile im Präsidentenamt – 228 damals Verurteilte rehabilitiert. Die Familien der Opfer haben die Regierung aufgefordert, die Geheimhaltung einiger Dokumente aufzuheben, um alle Soldaten zu erfassen, die für den Zwischenfall verantwortlich waren. Die Regierung hat in dieser Frage bisher jedoch noch nicht gehandelt.
Den Taiwanern ging es beim Zwischenfall am 28. Februar hauptsächlich um Autonomie von Festlandchina, jedoch nicht um Unabhängigkeit. Das Scheitern der Verhandlungen mit den Behörden der Republik China im frühen März 1947 sowie das Gefühl, von der Regierung und Festlandchina im Allgemeinen betrogen worden zu sein, wird gemeinhin als einer der Hauptgründe für das Entstehen der taiwanischen Unabhängigkeitsbewegung angesehen.
Am 28. Februar 2004 nahmen über eine Million Taiwaner an der 228-Hand-in-Hand-Kundgebung teil. Sie bildeten eine 500 Kilometer lange Menschenkette. Sie reichte von Taiwans nördlichster Stadt Keelung bis zur südlichen Spitze, um an den Zwischenfall vom 28. Februar zu erinnern, zu Frieden aufzurufen und gegen die Aufstellung von Raketen der Volksrepublik China entlang der Festlandsküste zu protestieren. Die Kundgebung wurde von der Pan-grünen Koalition (DPP) organisiert.
Andererseits warfen Anhänger der Pan-Blauen Koalition (KMT, PFP und CNP) ihren politischen Gegnern vor, den Zwischenfall vom 28. Februar zu sehr für die eigenen politischen Zwecke zu missbrauchen und die Kluft zwischen Festlandchinesen und einheimischen Taiwanern zu vergrößern, um Wählerstimmen zu gewinnen. Das Thema ist in Taiwan immer noch hoch politisiert.
In der taiwanischen Hauptstadt erinnern heute zwei Museen an den Zwischenfall: das Taipei 228 Memorial Museum und das National 228 Museum.

## Zeitablauf des Zwischenfalls vom 28. Februar
- 27. Februar 1947
  - Abend:
    - Taipeh:
      - 19:00 Uhr: Ein Streit zwischen Beamten der Monopolbehörde und einer Schwarzmarkt-Zigarettenhändlerin zieht die Aufmerksamkeit umherstehender Passanten an. Die Beamten sollen mit Waffen auf den Kopf der Händlerin eingeschlagen haben, was zu Aufruhr unter den umherstehenden Menschen führte. In einem darauf folgenden Handgemenge wird einer der Umherstehenden erschossen.
      - 21:00 Uhr: Wütende Menschenmassen umzingeln das Hauptquartier der Polizei und fordern die Verhaftung und Anklage der Beamten.
- 28. Februar
  - Morgen:
    - Taipeh:
      - Demonstranten marschieren friedlich durch die Stadt und fordern die Verhaftung sowie einen Prozess gegen die Beamten.
      - Über Rundfunk erreicht die Nachricht über den Demonstrationszug den Rest der Insel.

  - Früher Nachmittag:
    - Taipeh:
      - 12:00 Uhr: Nach der Ankunft beim Amtssitz des Regierungschefs werden die Demonstranten von Sicherheitskräften beschossen, was mehrere Tote fordert.
      - 14:00 Uhr: Der Stadtrat von Taipeh nimmt eine Resolution an, in der Regierungschef Chen Yi ersucht wird, die Beamten zu bestrafen und ein Schlichtungskomitee zu bilden.

  - Später Nachmittag:
    - In den Straßen bilden sich Menschenmengen. Es gibt Berichte über Festlandchinesen (insbesondere über solche, die für die Regierung arbeiten), die vom wütenden Mob geschlagen werden. Regierungsbüros werden in Taipeh und Keelung angegriffen.
    - Regierungsgebäude werden verschanzt. Berichte über Soldaten in Lkw, die wahllos in den Straßen von Taipeh und Keelung um sich schießen.
    - In Taipeh wird um 15:00 Uhr das Kriegsrecht verhängt, das bald auf alle größeren Städte ausgedehnt wird.
    - Der Regierungsrundfunk bestreitet in einer Sendung den Zwischenfall.
- Früher März
  - Die Regierungsmacht ist größtenteils auf einige Regierungsgebäude und Garnisonen beschränkt. Die Kontrolle über Taipeh, Keelung, Kaohsiung, Hsinchu, Taichung und Chiayi liegt hauptsächlich bei Schlichtungskomitees und örtlichen Stadträten. Schülergruppen übernehmen meist die örtlichen Polizeiaufgaben. Vereinzelte Gefechte dauern an verschiedenen Orten an, aber die Situation ist größtenteils ruhig.
  - Bürgerversammlungen werden in Städten überall auf der Insel abgehalten, um Anträge für Regierungsreformen vorzubereiten.
  - Debatte zwischen dem Schlichtungskomitee und den Taiwanern im Allgemeinen, ob man die Reform des bestehenden Systems verfolgen sollte oder einen umfassenden Aufstand gegen die Republik China beginnen sollte. Die Reformisten behalten schließlich die Oberhand.
  - Das Schlichtungskomitee setzt seine Verhandlungen mit Regierungschef Chen Yi in der Hoffnung fort, Regierungsreformen bewirken zu können.
  - Funkamateure auf Taiwan erhalten von Kollegen auf dem Festland Nachricht, dass Truppen der Republik China sich sammeln, um auf Taiwan einzumarschieren.
  - Vertreter des US-Konsulats in Taipeh schlagen vor, Taiwan, wie von vielen Bewohnern in Anbetracht der Wirkungslosigkeit der Regierung der Republik China gewünscht, unter die Treuhänderschaft der Vereinten Nationen zu stellen. Das State Department lehnt die Idee ab.
- 1. März
  - Morgen:
    - Taipeh:
      - Taiwanische Führer treffen sich im Zhongshan-Gebäude (中山堂) in Taipeh und bilden ein „Komitee zur Schlichtung des Monopolbehörden-Zwischenfalls“ (２２８事件處理委員會). Sie fordern unter anderem die Aufhebung des Kriegsrechts und eine allgemeine Reform der Provinzregierung.
      - Weitere Berichte über Truppen, die in den Straßen schießen und über zivile Opfer.

  - Abend:
    - Taipeh:
      - Eine Gruppe Schüler vom Lande, die in Taipeh steckengeblieben ist, betritt das Gebäude der Eisenbahnbehörde, um sich nach der Wiederaufnahme des Eisenbahnbetriebes zu erkundigen. Sie werden von bewaffneten Wachkräften erschossen. Soldaten schießen in die wütende Menge, die sich gebildet hatte. Dies fordert mindestens 18 Tote und 40 Verwundete.
      - Regierungschef Chen Yi erklärt in einer Radioansprache den Schießerei-Vorfall am 27. Februar für gelöst durch finanzielle Entschädigung. Er wirft dem Pöbel ständig steigende Randalierungen vor. Er verspricht, das Kriegsrecht um Mitternacht aufzuheben.
      - Regierungschef Chen befiehlt der in Penghu stationierten Militäreinheit die Überfahrt nach Taiwan.
- 2. März
  - Das Schlichtungskomitee wird um Abgeordnete, Studenten, Gewerkschaften und andere Personen der Öffentlichkeit vergrößert.
  - Vertreter des Regierungschefs beginnen mit dem Komitee Verhandlungen, welches eine Liste mit Forderungen herausgibt.
  - Regierungschef Chen Yi stimmt den Forderungen nach Reformen zu, verspricht, während der Verhandlungen keine zusätzlichen Truppen vom Festland nach Taiwan zu beordern und das Verkehrswesen der Insel wiederherzustellen, um Lebensmittelengpässe zu verhindern. Insgeheim jedoch erbittet Regierungschef Chen von der Zentralregierung der Republik China in Nanjing Verstärkungstruppen.
  - Taipeh gilt als größtenteils ruhig im Vergleich zu den vorangegangenen Tagen. In anderen Städten jedoch breitet sich Unordnung aus, als Regierungsbüros in Taoyuan, Hsinchu, Yuanlin, Douliu and Chiayi angegriffen werden.
  - Truppen aus dem Süden, die vom Regierungschef nach Norden befohlen werden, finden Eisenbahnlinien, die von Bewohnern in der Nähe von Hsinchu sabotiert worden sind, sowie örtliche verbarrikadierte Straßen vor, die ihre Ankunft verzögern.
- 3. März
  - Die Verhandlungen werden fortgesetzt. Die Regierung stimmt zu, alle Truppen aus den Städten in Garnisonen und Lager zurückzuziehen.
  - In Taipeh bilden Oberstufenschüler und kürzliche Schulabgänger das „Loyale Dienst-Korps“ (忠義服務隊), um Recht und Ordnung in Abwesenheit der Regierungsmacht aufrechtzuerhalten. Bewohner von Groß- und Kleinstädten bilden über die gesamte Insel zeitweilige Polizeikräfte, um die öffentliche Ordnung aufrechtzuerhalten und um Einwanderer vom Festland vor Repressalien zu bewahren. Diese Gruppen sind meistens aus Mittel- und Oberstufenschülern zusammengesetzt.
  - Truppen in Chiayi schießen auf Zivilisten, was mehrere Opfer kostet.
  - Die taiwanische Militärführung bestimmt geheim Taipeh und Keelung zu „sicheren Gebieten“, in welchen das Kriegsrecht erzwungen wird. Hsinchu and Taichung werden „Verteidigungsgebiete“, die als Pufferzone dienen.
- 4. März
  - Mittelstufen- und Oberstufenschüler in Taipeh halten Treffen zur Wiederherstellung der öffentlichen Ordnung ab.
  - Schüler der Kaohsiung First Senior High School (高雄一中) bilden eine „Selbstverteidigungsstreitkraft“, um Einwanderer vom Festland beim Schulgebäude zu beschützen.
  - Das Schlichtungskomitee gibt eine Anleihe über zwei Millionen Yuan für den Erwerb von Essen heraus, um Hunger zu verhindern. Es gibt allen Groß- und Kleinstädten bekannt, Repräsentanten für Verhandlungen zu entsenden.
  - Truppen bei Chiayi schießen mit Mörsern in die Stadt und verschulden den Tod mehrerer Personen.
- 5. März
  - Die taiwanische Eisenbahnbehörde berichtet dem Schlichtungskomitee, dass alle Eisenbahnverbindungen wiederhergestellt sind.
  - Örtliche Führer ersuchen das US-Konsulat, eine Nachricht an die Regierung der Republik China in Nanking zu schicken, keine Truppen nach Taiwan zu entsenden.
  - Das Schlichtungskomitee entscheidet, sich direkt an die Zentralregierung der Republik China in Nanking zu wenden.
  - Agenten des Nachrichtendienstes der Republik China in Taiwan senden Berichte nach Nanking, in denen sie behaupten, die Taiwaner würden mit der KPCh kollaborieren und würden versuchen, die Zentralregierung zu stürzen.
- 6. März
  - Regierungschef Chen verspricht in einer weiteren Rundfunkansprache politische Reformen sowie örtliche Wahlen am 1. Juli 1947.
  - Regierungschef Chen berichtet nach Nanking und behauptet, dass die Taiwaner die Unabhängigkeit wollten. Er drängt auf eine bewaffnete Niederschlagung.
  - Fünf Mitglieder des Kaohsiung-Komitees besuchen Truppen der Republik China, die außerhalb Kaohsiungs stationiert sind und drängen sie wegzugehen. Drei der Mitglieder werden erschossen und einer inhaftiert, während der fünfte freigelassen wird.
  - Truppen der Republik China greifen Kaohsiung an. Bei dem wahllosen Beschuss gibt es viele Opfer.
- 7. März
  - Das Schlichtungskomitee legt Regierungschef Chen eine Liste mit 32 Forderungen vor, die Verwaltungs- und politische Reformen umfassen. Eine Petition, in dem das Komitee erklärt, dass seine Absicht politische Reformen und nicht ein Aufstand gegen die Zentralregierung oder die Unabhängigkeit Taiwans seien, wird abgelehnt.
  - Truppen greifen die Kaohsiung First Senior High School an und töten drei aufständische Schüler.
  - Trotz der Appelle durch das örtliche Schlichtungskomitee, einen Konflikt zu vermeiden, finden in Keelung bewaffnete Zusammenstöße zwischen Garnisonstruppen und Zivilisten statt.
  - In Taichung wird der Unterricht an öffentlichen Schulen wieder aufgenommen. Eine Miliz unter dem Namen „27. Brigade“ (二七部隊) wird in Taichung gebildet.
  - Die örtliche Miliz in Chiayi greift das Waffenlager der Regierung an und erbeutet Waffen. Sie werden durch eingeborene Kämpfer unterstützt.
- 8. März
  - Truppenverstärkungen der Republik China vom Festland bei Keelung und Kaohsiung und Beginn wahlloser Straßenschießereien. Militäreinheiten, die bereits in Taiwan stationiert sind, verlassen ihre Kasernen und fangen an zu schießen. Die neu angekommenen Truppen beginnen mit dem Einmarsch in Taipeh und andere Städte.
  - Truppen der Republik China greifen Taipeh um 21:00 Uhr an. Schüsse sind in der gesamten Gegend von Taipeh zu hören.
- 8. März bis später März
  - Die Kämpfe nehmen zu, als Truppen der Republik China das anfangen, was eine massive Razzia werden wird. Berichte über wahlloses Abschlachten von Zivilisten und Plünderungen durch Soldaten häufen sich.
  - Die „Säuberungsaktionen“ beginnen mit lokalen Eliten, Studenten, Intellektuellen und Führern. Sie werden verhaftet oder erschossen. Mitglieder des Schlichtungskomitees und des „Loyalen Dienst-Korps“ werden für Repressalien und Liquidationen ausgesondert.
  - Einige örtliche Widerstandsgruppen, wie beispielsweise die 27. Brigade, kämpfen gegen das Militär der Republik China, werden aber schließlich in die Berge zurückgedrängt und zerschlagen.
- 9. März
  - Die militärische Führung auf Taiwan gibt ein Kommuniqué heraus, in dem sie befiehlt, alle „illegalen Organisationen“ vor dem 10. März aufzulösen, und alle Treffen und öffentlichen Versammlungen verbietet.
  - Die Säuberungen beginnen in Taipeh und Keelung.
  - Truppen in Chiayi massakrieren 13 Zivilisten.
- 10. März
  - Regierungschef Chen Yi erklärt das Schlichtungskomitee zur illegalen Organisation und verhängt erneut das Kriegsrecht.
  - Der Präsident der Republik China, Chiang Kai-shek, lässt verlautbaren, dass die Unruhe in Taiwan auf die Agitation von kommunistischen Elementen zurückgeht.
  - Vier Zivilisten in Yilan, darunter der Leiter der örtlichen Agrarschule, werden von Truppen der Republik China hingerichtet.
- 11. März
  - Alle nicht genehmigten Telekommunikations- und Transportwege werden verboten.
- 12. März
  - Truppen der Republik China marschieren in Taichung ein. Der örtliche Führer der Schülerschaft wird hingerichtet.
  - Die 27. Brigade zieht sich nach Puli zurück.
  - Truppen der Republik China marschieren in Tainan ein.
- 13. März
  - Zeitungsredaktionen werden überfallen und geschlossen. Illegale Bücher werden verbrannt.
- 14. März
  - Ausgangssperre in Taipeh und Keelung.
  - Die militärische Führung auf Taiwan verkündet, dass der „Aufstand niedergeschlagen wurde“.
- 15. März
  - Ausgangssperre in Tainan.
  - Öffentliche Ordnung in Taichung wiederhergestellt.
- 16. März
  - Die 27. Brigade löst sich auf.
- 17. April
  - Eine Volkszählung wird durchgeführt.
- 11. Mai
  - Chen Yi wird zum Festland zurückbeordert.
- 16. Mai
  - Die Regierung der Provinz Taiwan bildet sich anstelle der Behörde des Regierungschefs.
- 25. Mai
  - Die Regierung der Republik China erklärt den Zwischenfall für vollständig beigelegt.